# USS Eel (SS-354)
USS Eel (SS-354) miał być okrętem podwodnym typu Balao, jedynym okrętem United States Navy, którego nazwa pochodzi od rzędu węgorzokształtnych. Jego budowa została przerwana 23 października 1944.